# 澤宮文智女王
文智女王（1619年7月30日—1697年2月4日，即生於元和5年6月20日，卒於元祿10年1月13日），江戶時代前期臨濟宗的尼師，幼名梅宮、澤宮，號文智大通。她是後水尾天皇第一皇女，母親是權大納言四辻公遠之女──典侍四辻與津子。
與津子在德川和子（德川幕府二代將軍德川秀忠之女）入宮前得到天皇寵幸，而且生下一子一女，引起了幕府的憤怒，最後朝廷只能處罰天皇近臣以平息事件。或因受此事影響，文智女王據說很受天皇鍾愛。
1631年（寬永8年）文智女王13歲時降嫁權大納言左大將鷹司教平，後離異。之後拜一線和尚為師，於1640年（寬永17年）22歲時出家，1641年（寬永18年）即在京都修學院結蘆修行。後來通過德川和子，得到幕府布施，為圓照寺開基和擴建。
據泉湧寺的記錄，德川和子臨終時只有後水尾天皇和文智女王二人陪伴在側。